# 電気電子機器廃棄物

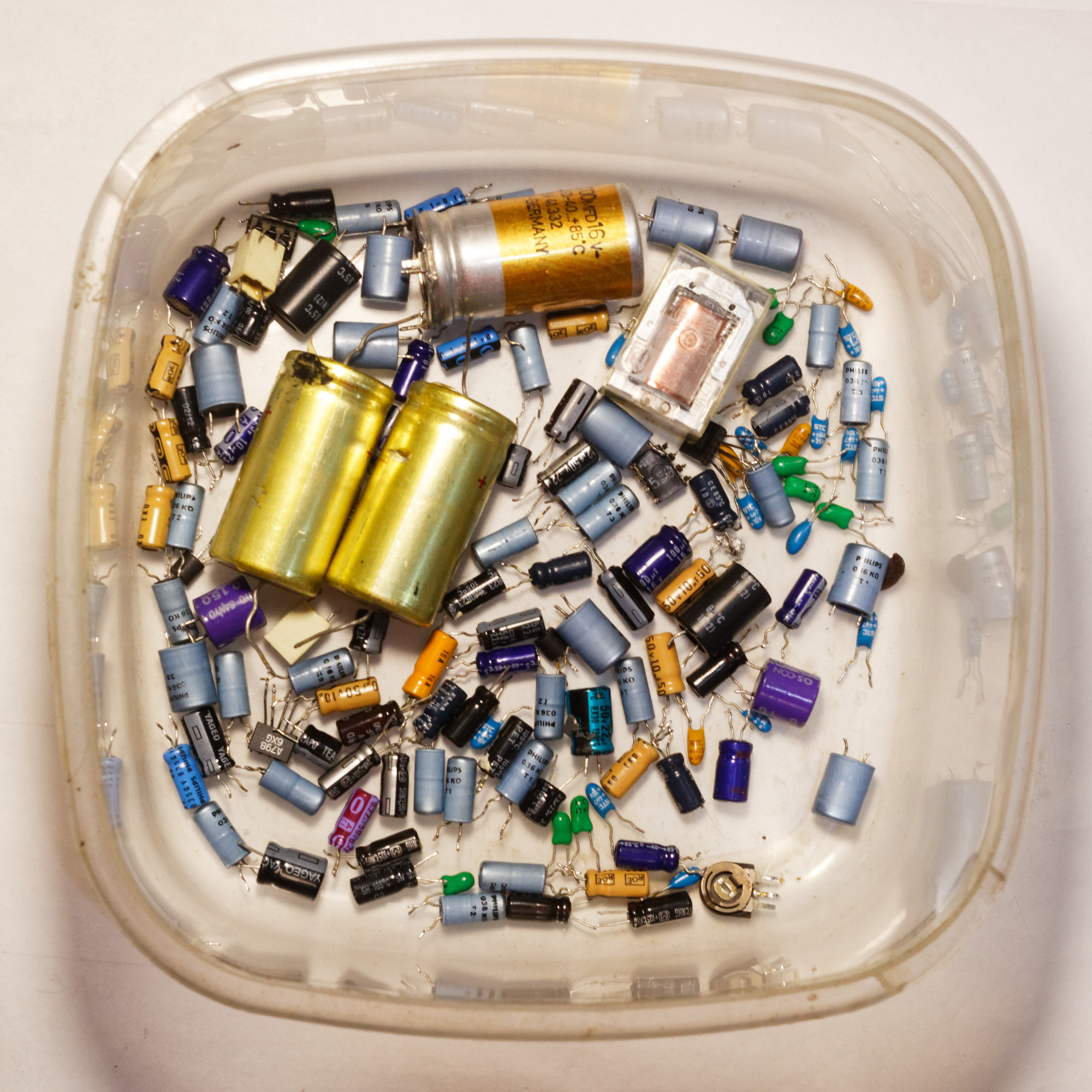
e-wasteの例

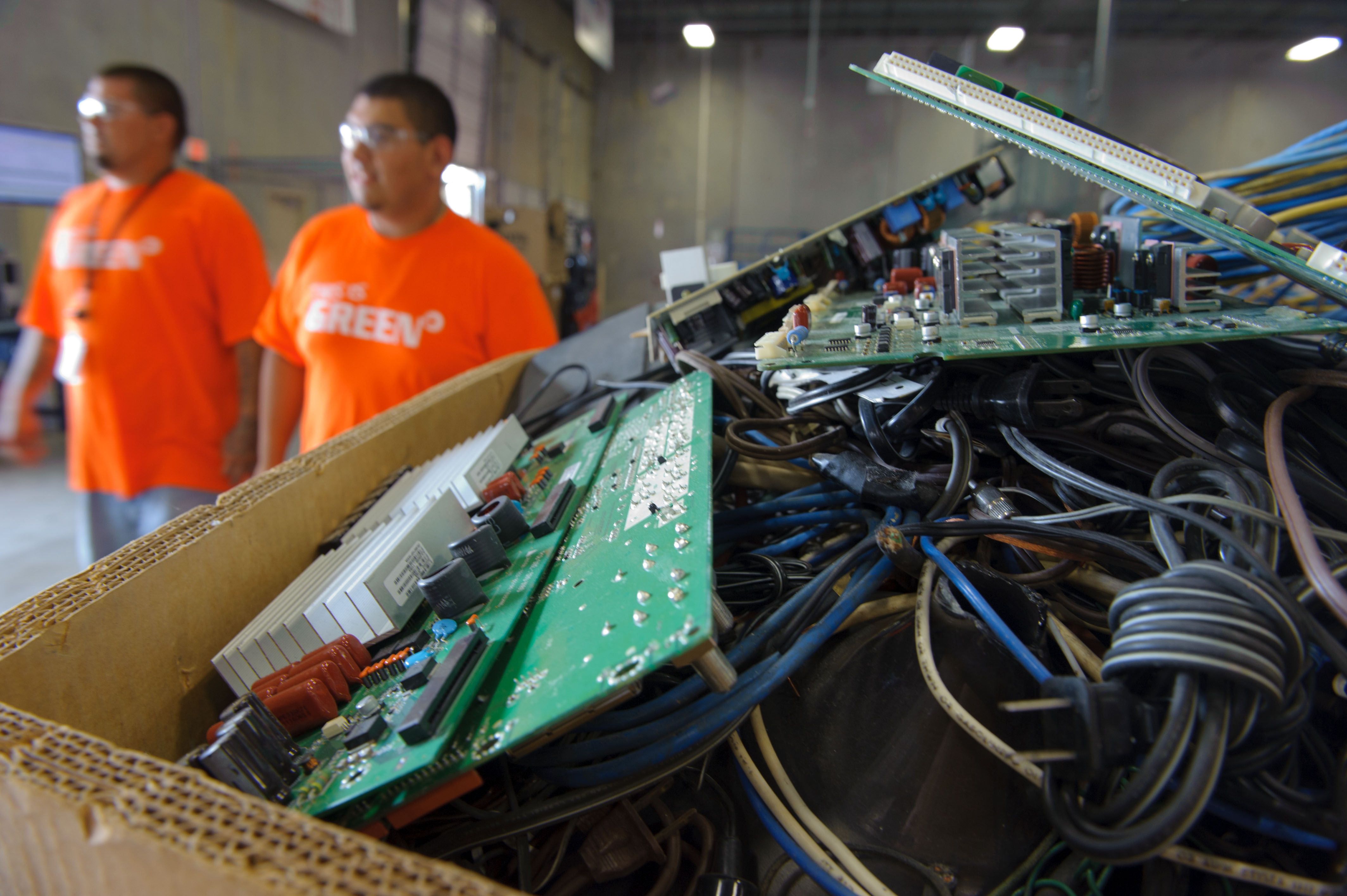
ケーブル類

電気電子機器廃棄物（でんきでんしききはいきぶつ）または電子廃棄物、電子ごみ、電子ゴミ、廃電気・電子製品（はいでんきでんしせいひん）は、電気製品・電子機器の廃棄物（ごみ）。英語でE-waste（Electronic waste、eウエースト）あるいはWEEE（Waste Electrical and Electronic Equipment）とも呼ばれる。

## 電子ごみの現状

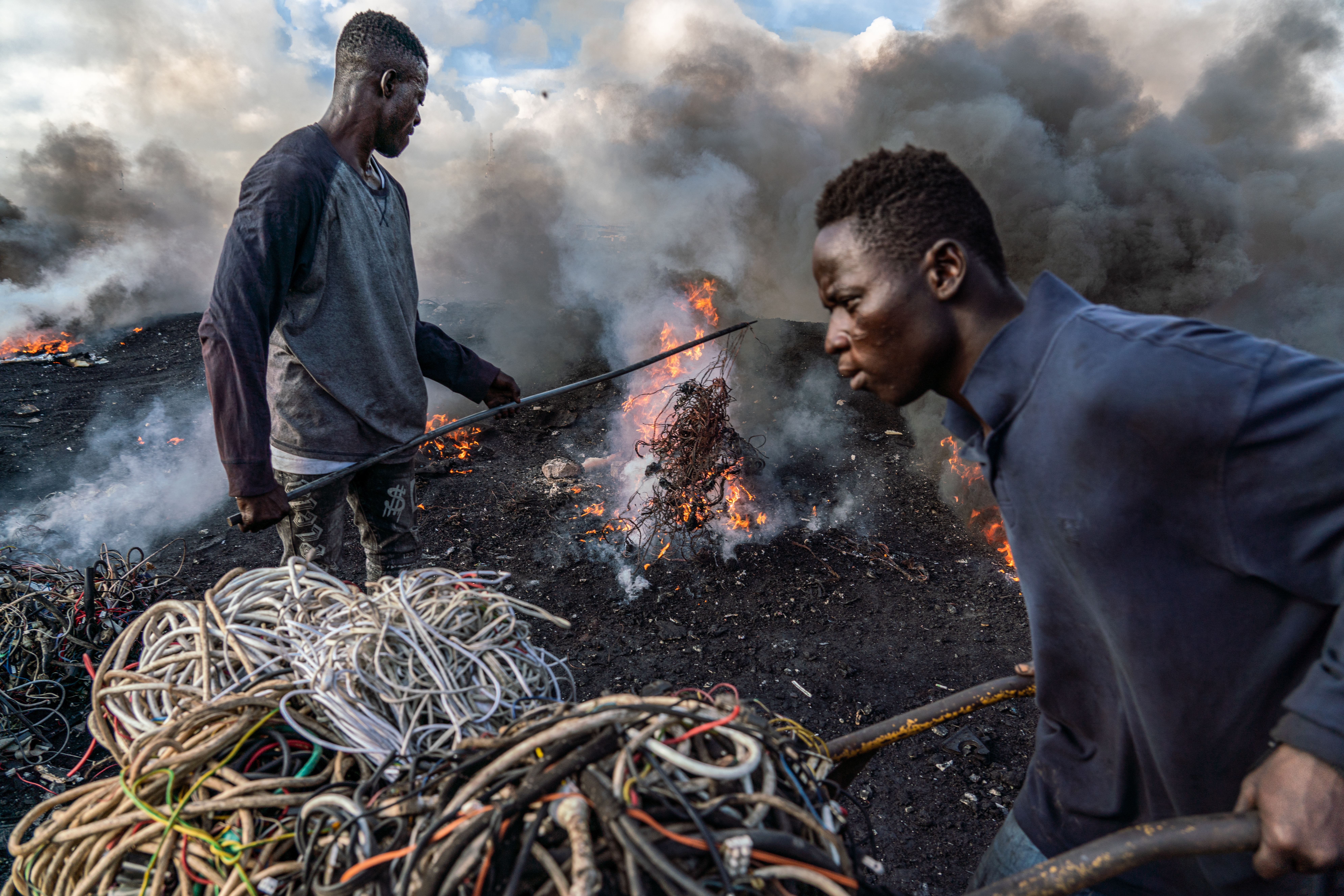
ケーブルを燃やしているガーナの労働者

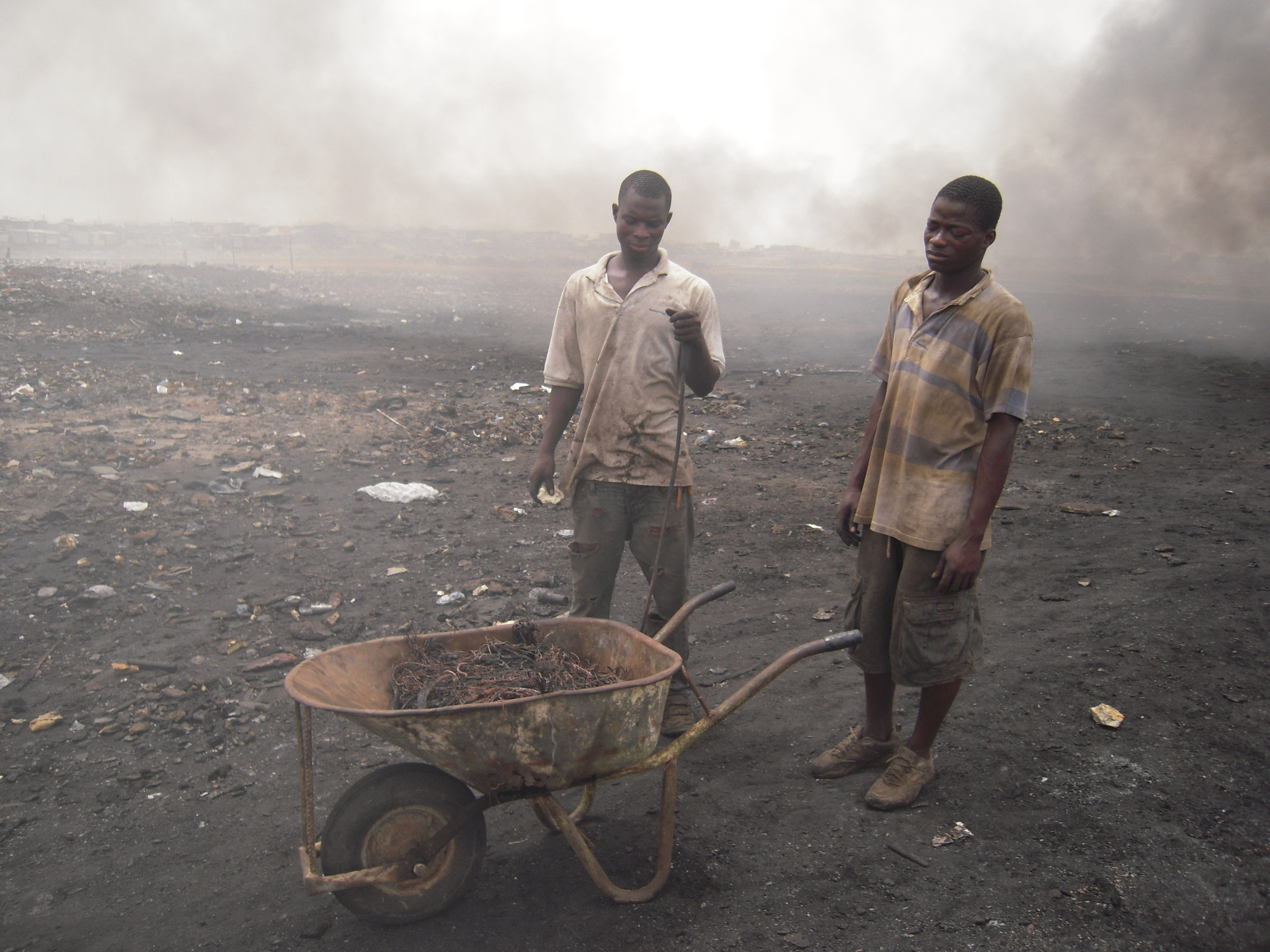
ケーブルから有価金属を取り出している

デジタル化の進展に伴い、世界で毎年約5000万トン発生している。日米欧では国内で処理しきれず、アフリカ諸国や中華人民共和国、インド、ブラジルなどに輸出されているが、正規ルートでリサイクルされるのは2割程度にとどまる。電気・電子製品の廃棄物には、鉛、カドミウム、水銀などの有害物質を含むものが多く、近年その急増が環境問題として取り上げられ、特に発展途上国における悪化が問題視されている。
一方で、廃棄物からは販売可能な金属も回収できる（金・銀などの貴金属、レアメタル等）。それらは都市鉱山として環境汚染を防ぐ設備を有した工場で回収されるだけでなく、途上国では電子廃棄物を野焼きして金属を取り出すこともある。自然環境だけでなくそれに従事する労働者の健康を脅かしており、2019年には国際連合の7機関と世界経済フォーラムなどが報告書を出すほど深刻な問題になっている。
野外に捨てられた電子廃棄物からの金属回収が盛んに行われる、アフリカにあるガーナの首都アクラのアグボグブロシー地区は「電子廃棄物の墓場」と呼ばれる。ベトナムのフンイエン省ミーハウ地区にも電子ごみからの有価物回収で財を得た家々が集まる「リサイクル村」があるが、埃や土壌は鉛、ダイオキシンなどで汚染されている。
日本の家電リサイクル法によって中古家電製品が途上国に輸出され、その結果としてE-waste問題に拍車をかけていることが指摘されている。

## 法規制
明確に有害な廃棄物の輸出入はバーゼル条約で禁止されているが、不法あるいは他の品目に紛れて輸出される場合もある。日本は雑品スクラップの輸出を2018年に原則禁止とした。輸出先だった中国も2016年頃から雑品の受け入れ規制を段階的に強化し、2018年末に全面禁止を表明した。東南アジア諸国も自国への流入を警戒しており、マレーシアは2018～2020年に違法に運ばれた電気電子機器廃棄物を含むコンテナ75個を日米などに送り返した。日本からの鉄スクラップ輸出減少は、各国の電気電子機器廃棄物輸入規制が影響している可能性が指摘されている。
2022年10月には、電子ごみのマレーシアへの輸出を目論み、税関に品名を偽って申告したとして、大阪府警察が、大阪府寝屋川市内の輸出業者の社長らを関税法違反容疑で逮捕している。